# Venus dormida (Giorgione)
La Venus durmiente, también llamada Venus de Dresde, es una obra pintada con la técnica del óleo sobre lienzo, sumamente importante por la influencia que ejerció en la representación de la diosa Venus tendida, tema recurrente en el Renacimiento y Barroco (Tiziano, Rubens...). 
Se trata de una de las últimas creaciones de Giorgione, realizada hacia 1510. Posee las siguientes dimensiones: 108,5 cm  de altura por 175 cm de longitud.
Su primera localización según Rinaldi fue la Casa Marcello de Venecia. Posteriormente pasó a la Casa de Este, linaje que gobernaba los ducados de Ferrara y Módena. En 1746 fue vendida, en un lote de obras maestras de los Este, a la alemana Casa de Sajonia, y actualmente se encuentra en la Gemäldegalerie Alte Meister de Dresde (Alemania).
Era considerada una copia de Sassoferrato de un original de Tiziano hasta que el crítico del arte italiano Giovanni Morelli la atribuyó correctamente a Giorgione.
La pintura retrata a una joven mujer desnuda, cuyo perfil parece acompañar al paisaje que le sirve de trasfondo. Giorgione ha puesto mucha atención al pintar ese paisaje, lo cual se hace notar en los detalles y los sombreados; de este modo la obra posee una exquisitez y un puro ritmo de línea y contorno. La textura de las figuradas telas en donde yace tranquilamente la diosa y el armonioso, bucólico paisaje, dotan a este cuadro de un justo equilibrio entre la placidez y la sensualidad. La obra quedó inconclusa debido al fallecimiento de Giorgione, y el cielo fue posteriormente acabado por Tiziano.
La elección de una mujer desnuda al aire libre efectuada por Giorgione señala una revolución en la historia del arte y es considerada por algunos como el punto de inicio para el arte moderno.
Las connotaciones eróticas son sutilmente planteadas (recientemente durante una restauración fue borrado un Cupido añadido al paisaje con posterioridad a los aportes de Tiziano): la Venus tiene levantado su brazo derecho mostrando así el hueco de la axila; esto es una metáfora del sexo femenino. Al mismo tiempo su mano izquierda reposa dulcemente sobre la región pubiana. El paisaje con sus formas curvas refuerza las de la mujer.
Sin embargo, como en otras obras del mismo maestro, existe una mirada distanciada, una actitud contemplativa hacia la naturaleza y la belleza: la mujer aparece en un sueño recatado, las hojas tienen tonalidades plateadas (color más bien frío, en lugar de los más usados en este tipo de tema, colores cálidos), teniendo la joven una actitud ligeramente rígida en comparación con las Venus pintadas por Tiziano o Velázquez.
Esta obra maestra del desnudo ha influido en muchos pintores posteriores a Giorgione, entre los cuales destacan Tiziano (por ejemplo en la Venus de Urbino), Velázquez (Venus del espejo), Rubens, Ingres y Manet.